# Amaurosis fugax
Amaurosis fugax (Latin fugax = forbigående, Græsk amaurosis = mørke) er en medicinsk betegnelse for forbigående synstab på det ene øje, ofte forårsaget af en midlertidig afbrydning af blodforsyning til øjet.
| Sygdom | Spire Denne artikel om sygdom er en spire som bør udbygges. Du er velkommen til at hjælpe Wikipedia ved at udvide den. |